# 쿠루와코토바
쿠루와코토바(일본어: 廓詞 くるわことば[*])는 에도 시대의 유곽에서 유녀가 사용한 말ㆍ말씨이다. 사토코토바(里詞), 오이란코토바(花魁詞), 아린스코토바(ありんす詞) 등으로도 불린다.
"아린스(ありんす. 있습니다)"는 "아리마스(あります. 있습니다)"의 음 변화로, 신요시와라의 유녀가 사용했다. "なんだか、ご法事にあふやうでありんす" (황표지 『無益委記』) 등에서 출신을 알 수 없게 하는데 쓰였고, 신요시와라는 "아린스국(ありんす国)"이라고도 불렸다.

## 개략
에도 요시와라의 쿠루와코토바의 기원에 대해서는 『北女閭起原』에서는 「이러한 사토코토바는, 어떠한 먼 나라에서 올 수 있는 여자라도, 이 말씨를 사용할 때는 사투리가 빠져, 예로부터 정이 든 유녀와 똑같이 들을 수 있다. 그렇다면 이 의미를 생각하여 배우는 것이 당연하다(ここなる里言葉は、如何なる遠国より来れる女にても、この詞を使ふ時は鄙の訛抜けて、古くより居慣れたる遊女と同じ様に聞ゆるなり。さればこの意味を考へていひ習はせしことなりとぞ)」라고 하며, 『江戸花街沿革誌』에 의하면 「전 요시와라 유녀의 말을 보면, 그 무렵 협객 사회에 행해진 롯포코토바와 다소 상반된 것 같다(元吉原遊女の言葉を見るに、その頃侠客社会に行はれたる六方詞とやや相似たるが如し)」, 「그 후 협명이 없어짐과 동시에 이렇게 하는 야박의 말은 땅을 털고 후세의 사토코토바라고 칭하는 것이 생겼다(その後侠名廃るると共にかくの如き野朴の言葉は地を払つて後世の里言葉と称するものを生じたり)」고 한다.
전 요시와라 시대부터의 가장 촌티나는 쿠루와코토바는 「よんできろ」 (불러 와라), 「はやくうつぱしろ」 (서둘러라), 「いつてこよ」 (다녀올게), 「あよびやれ」 (걷다), 「ふつこぼす」 (흘리다), 「けちなこと」 (나쁜 것), 「こうしろ」 (그렇게 해라), 「うなさるる」 (늦다), 「むしがいたい」 (배가 아프다), 「よしやれ」 (하지마), 「こそつばい」 (간지럽다) 등이 있으며, 그 무렵의 요시와라 말로 만들어진 노래로 「おさらばえ、のしけおさうり、こわせうし、そふさこうさは、おつかないかな」「そふすべい、こふすべいまた、さつちやのはて、ふていことかな、やつちやなりけり」 등이 있어 이것이 점점 세련되어 갔다.